# 竖直

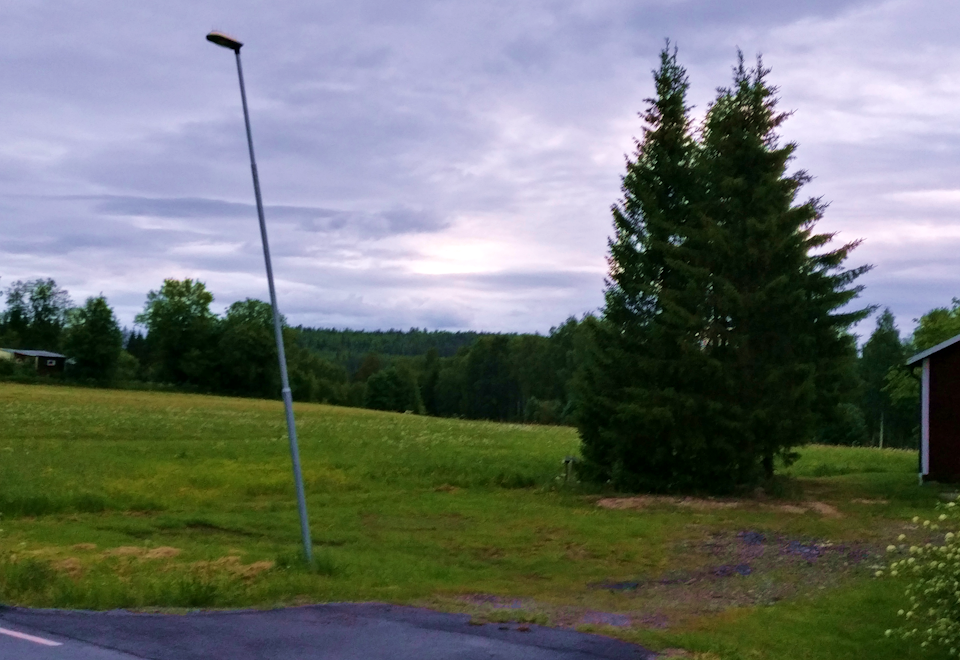

当一个物体只处于“上-下”方向排成直线时，被称为竖直。概略地称为与地平线或水平线垂直。尽管如此，相似地术语“顶点”也表示它有相同的位值，但是它的两端相反，具有方向性。
- 在自然科学上，一个竖直方向是指在地心引力的方向上，它的具象化用铅垂线来表示。
- 如果一对角有一个公共顶点和一对公共直边且位置相反，它们被称为竖直角。